# Пихва Кая
Пихва Кая, (Пиджабаль) — один из племенных союзов конфедерации Кая во время периода Трёх государств на Корейском полуострове. Располагался недалеко от центра современного уезда Чханнён в провинции Кёнсан-Намдо, Южная Корея. Был завоёван государством Силла в VI веке, до 555 года.
Пихва Кая упоминается в Корё Саряк и, под именем «Пиджабаль» в японской хронике Нихонсёки. Вероятно этот союз являлся потомком одного из более ранних племенных союзов III века Пульсагук (кор. 불사국?, 不斯國?), входившего в состав конфедерации Чинхан и расположенного также на территории современного Чханнёна. Археологические находки свидетельствуют о близких связях между Пихва Кая и соседним государством Силла.
Королевские гробницы Пихва Кая расположены в Кё-доне уезда Чханнён. Некоторые из них были выкопаны во время японского колониального правления в 1918 году, однако все записи тех раскопок ныне утеряны. В 1973 году группа исследователей из пусанского Университета Тон-А выкопала несколько оставшихся могил, датированных V-м веком. Некоторые из них содержат прах членов королевских семей. В 1996 году недалеко от места раскопок был открыт музей, посвящённый находкам археологов.